# Erzsébethely
Erzsébethely, ismertebb és többet használtabb nevén Jamina Békéscsaba nyugati városrésze, kertvárosi jellegű, szinte teljesen beépített, zömében földszintes családi házakból álló, önálló kerület (V.).

## Fekvése
Lehatárolása meglehetősen egyértelmű, a Budapest-Újszász-Szolnok-Békéscsaba-Lőkösháza-vasútvonal Békéscsabán keresztül húzódó részétől nyugatra húzódó terület. Északról a Békéscsaba-Orosháza-Szeged-vasútvonal határolja. Délen a Téglagyári-bányatavak zárják Jamina végét. Meglehetősen nagy kiterjedésű terület, nagyjából négyszögletes alakban terül el. A város beépített területének mintegy 30-40%-át foglalja el, 1020 hektár. A város alacsonyabbnak számító területeinek számít, tengerszint feletti magassága 83 métertől 87 méterig terjed.

## Története
1769-ben osztották ki a jaminai szőlőket, s attól kezdve e területen intenzív kertművelés folyt, ezt számíthatjuk Jamina kezdetének. 1831-ben kolerajárvány dúlt Békéscsabán és Jaminában is. Ennek emlékére emlékhelyet állítottak az itt élők. 1876-ban, advent első vasárnapján felszentelték a jaminai evangélikus templomot. 1891-ben Such és Wagner téglagyárat alapítottak Jaminában, ami ma már nem üzemel. 1898-tól nevezték a jaminai szőlőket Erzsébethelynek, melynek oka: 1897-ben meggyilkolták I. Ferenc József magyar király feleségét, Erzsébet királynét, aki Andrássy Gyula gróf révén erősen kötődött a magyarokhoz. A város vezetése a jaminaiak kérésére hálából adta ezt a nevet Jaminának. 1908-ban Építeni kezdték a Bohn téglagyárat, ami manapság Jamina-Tondach néven Magyarország egyik legkorszerűbb ilyen jellegű ipari létesítménye. 1910-ben Békéscsabához csatolták a területet. 1923-ban A Schneider-féle baromfifeldolgozó vállalat megkezdte működését, amely az államosítás után a Bábolna nevet vette fel. 2007-ben csődbe ment az üzem, épülete még ma is áll. 1926-ban ártézi kutat fúrtak Jaminában. 1928-ban átadták használatra az Ihász utcai gyalogos felüljárót (Repülőhidat). 1944-ben szövetséges bombatámadás érte Jaminát. Az amerikai B-24-es Liberátorok szőnyegbombázásának több tucat halálos áldozata volt. Az eredeti célpont a vasútállomás volt, viszont a bombaszőnyeg „félrecsúszott”. 1986-ban az I-es téglagyárban megszűnt a gyártás. 1993-ban új iskola létesült, amit mára már beintegráltak Erzsébethelyi Általános Iskola néven. Még ebben az évben felavatták a Jézus Szíve római katolikus templomot.

## Lakossága
Békéscsaba vallási képe abban különbözött az országostól, hogy itt évszázadokon át az ország lakosságának 4-5 százaléknyi töredékét jelentő evangélikusság jelentette a meghatározó többséget.
Jaminában, ma Erzsébethelynek, régebben Szőllőknek (Vinice) nevezett részén az 1845. évi örökváltság után egyre több lakóház épült, gyorsan nőtt az állandó jelleggel megtelepedett evangélikusok száma.

## Közlekedése
Jaminától északra halad el a Békéscsaba-Szeged vasútvonal és a 47-es számú főútvonal. Keleten a MÁV Békéscsaba vasútállomása található, míg nagyjából a városrész tengelyén húzódik a Békéscsaba-Csanádapáca-Kaszaper-Tótkomlós-Makó közt húzódó 4432-es út, amely a belterületen Orosházi út néven fut, mint Békéscsaba leghosszabb útja (belvároshoz közelebbi szakasza a 444-es számozást viseli). Szintén a városrészben indul déli irányban, Kétegyháza felé a 4433-as út (Gyár utca, majd Kígyósi út).
A városrészt több autóbuszjárat szolgálja ki, többek között erre közlekedik az 1-es, 3-as, 3M, 3V és 4-es járatok. A forgalom oroszlánrésze az előbb már említett négysávos Orosházi úton zajlik, illetve nagy forgalmú utcák még a Kolozsvári, Madách, Veres Péter és Franklin utcák is. Körforgalom egy épült, az Orosházi úti vasúti felüljáró levezetőjénél, a Gyár utcánál, az egykori Bábolna üzem előtt. Itt található kerékpárút is, amely végighúzódik a városhatárig. Forgalmi jelzőlámpa az Orosházi út - Madách utca csomópontban és az Orosházi út - Bessenyei utcai kereszteződésben található az V. kerületben. Ez utóbbi a gyalogosok biztonságos átkelésében segít. Főként a nyári félévben jellemző a sok kerékpáros.
A vasútvonalat keresztező, immár négysávos Orosházi úti felüljárón, lehet a vasúti forgalomtól függetlenül bejutni a városrészbe. Észak felé a Sziklai utat keresztezi a Szeged felé vezető vasútvonal, itt egy sorompóval és fénysorompóval felszerelt vasúti átjáró biztosítja a közlekedést. Kelet felé az állomásról kifutó vonalak miatt korábban gépkocsival nehézkes volt az átkelés, viszont mióta átadták a Franklin - Szerdahelyi utcák közötti aluljárót, nem csak a  gyalogos- és kerékpáros forgalom, de a gépjármű forgalom is akadálymentesen folyhat keresztül. Délen a Kereki úton található fénysorompóval ellátott vasúti átjáró. Létezik még egy, a gyalogosok számára szolgáló felüljáró is, amely a „Repülőhíd” nevet viseli, melyet a vasúti beruházás keretein belül teljes egészében lebontottak, s újat, korszerűbbet építettek a helyére. Az erzsébethelyi utak és utcák 99%-ban aszfaltozottak. A városrész szinte teljes mértékben csatornázott.

## Intézményhálózat
A városrészben működik az Erzsébethelyi Általános Iskola, korábbi két alapfokú intézmény összevonása után. Ezen kívül találunk itt óvodákat, gyógyszertárakat, postahivatalt valamint idősek otthonát is.
Jamina 15 ezer lakosát – a megyeszékhely lakosságának közel egynegyed részét – ellátó Kolozsvári úti rendelőintézetben többek között körzeti orvosok, fogászok, gyermekorvosok is praktizálnak.

## Látnivalók
- evangélikus templom
- Jézus Szíve katolikus templom
- Kútház
- Bányatavak

Az egykor agyagbányászásra használt gödrök feltöltődtek talaj- és csapadékvízzel, s így mély vizű mesterséges tavak jöttek létre. A tavakat jellemzően horgászatra használják. A város távlati terveiben az szerepel, hogy egy olyan zöldövezeti területet építenének itt ki, amely lehetőséget ad a fürdésre, csónakázásra, vitorlázásra és horgászásra egyaránt. A tavak közül a legnagyobb a Csaba-tó, amely 25 hektáros vízfelülettel rendelkezik (1250 x 200 méter) a víz mélysége átlagosan 6 méter, legmélyebb pontján 9 méter.

## Sport
Az Erzsébethelyi SE a Békés Megyei Futballszövetség első osztályában futballozik. Sokáig NB III-ban szerepeltek, de mikor a Békéscsabai Előre FC 2005-ben csődbe ment, akkor az akkori városvezetés úgy tudta biztosítani a fennmaradást, hogy alapított egy új klubot Békéscsaba 1912 Előre SE néven, és ez a klub indult el az NB III Alföld Csoportjában. Az általános iskolában kézilabdaoktatás is folyik.